# Witos
Witos (Malus domestica 'Witos'), je ovocný strom, kultivar druhu jabloň domácí z čeledi růžovitých. Plody jsou řazeny mezi podzimní odrůdy jablek, sklízí se v září, skladovatelné jsou do prosince. Odrůda je vhodná pro ekologické zemědělství, sklizeň je spíše průměrná (5.3 t/ha v letech 2007–2008).

## Historie

### Původ
Původem je z Polska, byla vyšlechtěna zkřížením odrůd 'Fantasia' a 'Primula'.

## Vlastnosti
Odrůda je cizosprašná, vhodným opylovačem je odrůda Lobo. Růst odrůdy je středně bujný.

## Plod
Plod je kulatý, velký (až 272 g). Slupka je hladká, zelenožluté zbarvení je částečně překryté červeným líčkem. Dužnina je bílá, šťavnatá, se sladce navinulou chutí.

## Choroby a škůdci
Odrůda je odolná proti strupovitosti jabloní a padlí. Je poměrně odolná proti poškození chladem.

## Použití
Je vhodná ke skladování a přímému konzumu. Odrůdu lze použít do všech poloh, je vhodná pro pěstování bez chemického ošetření.